# Neostalinismo

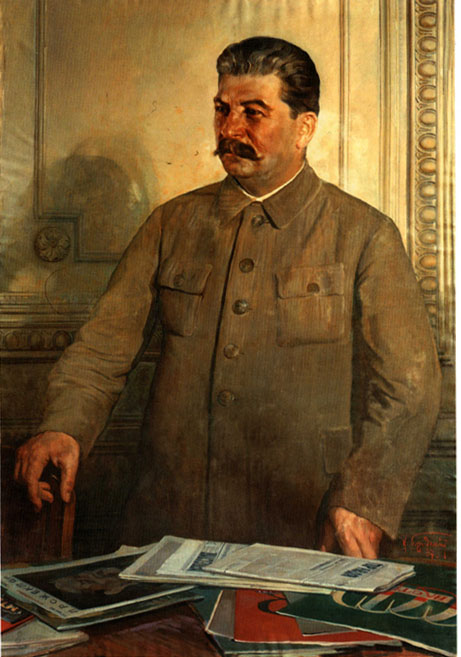
Stalin in un ritratto di Isaak Brodskij (1937)

Il termine neostalinismo indica, nel dibattito politico e nell'analisi storica, concetti legati all'adattamento dello stalinismo a nuove e differenti condizioni rispetto a quelle in cui esso si sviluppò durante la vita di Stalin.

## Utilizzo del termine
L'espressione è attestata fin dal dopoguerra, utilizzata nel 1948 dal marxista statunitense Hal Draper per indicare, con intenti fortemente critici, «una ideologia che, nel rigettare il capitalismo, non punta alla riorganizzazione socialista della società ma a un collettivismo burocratico che accetta la statalizzazione completa dei mezzi di produzione e l'abolizione delle relazioni capitaliste di proprietà, ma rifiuta consapevolmente il ruolo decisivo della classe operaia e la democrazia proletaria».
Differenti autori parlano di neostalinismo riferendosi alla politica della dirigenza sovietica dopo la rimozione di Nikita Chruščëv dal ruolo di Primo Segretario del PCUS, che portò alla conclusione del processo di destalinizzazione da lui promosso. In particolare vengono descritte come in continuità con le pratiche di Stalin l'insistenza sulla fedeltà all'ideologia e la repressione del dissenso.

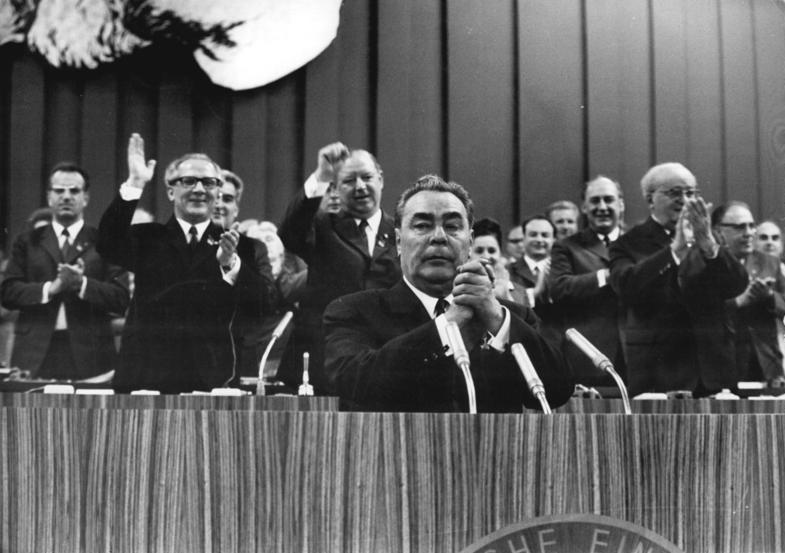
Brežnev al Congresso della SED a Berlino Est nel 1971

Altre analisi, invece, attribuiscono a Brežnev e alla leadership sovietica del periodo post-chruscioviano una posizione conservatrice ma non coincidente con le istanze dello stalinismo. Se con la nuova dirigenza si interruppe il periodo marcatamente antistalinista al vertice del partito e del Paese, infatti, non vennero accolte le proposte di chi puntava alla liquidazione di tutti gli effetti del disgelo e alla riabilitazione di Stalin. A sostegno della posizione dei neostalinisti vi era l'obiettivo di ripristinare l'unità tanto nella società sovietica, quanto nel movimento comunista internazionale, in particolare con un miglioramento dei rapporti con la Cina e con l'Albania. I vertici del PCUS e dell'URSS scelsero invece di non acuire lo scontro intorno alla figura di Stalin, cosicché sia il nome del leader georgiano che quello di Chruščëv cominciarono a comparire il meno possibile nelle pubblicazioni ufficiali.
Analogamente Roy Medvedev nel 1972 descriveva come maggioritaria all'interno del PCUS una tendenza conservatrice che si distingueva da un lato dai cosiddetti democratici, dall'altro dai neostalinisti. Secondo lo storico, questi ultimi si identificavano come parte del sistema che Stalin aveva incarnato e volevano la reintroduzione nel Paese di una leadership ferma e di un governo forte, una riduzione della democrazia socialista, il potenziamento del centralismo burocratico, della censura e della repressione, «rifiutandone soltanto i peggiori eccessi».
Anche nell'ambito dell'opposizione conservatrice che contrastò la politica riformista di Gorbačëv nella fase della perestrojka vengono individuate posizioni di carattere neostalinista, come quelle dei sostenitori di Nina Andreeva, che nel 1989 diedero vita all'interno del partito alla piattaforma "Edinstvo" ("Unità"), nel 1991 organizzatasi nella "Piattaforma bolscevica del PCUS". Dopo l'interruzione dell'attività del partito, parte degli aderenti alla Piattaforma bolscevica diedero vita al rinnovato Partito comunista bolscevico di tutta l'Unione, mentre un'altra parte rifiutò di sciogliere la piattaforma non riconoscendo lo smantellamento del PCUS.
Oltre a quelle attuate in Unione Sovietica, vengono definite neostaliniste anche concezioni e pratiche che hanno caratterizzato la politica di altri Paesi, come la Cina, in modo particolare nella fase del Grande balzo in avanti e della Rivoluzione culturale.